# Coupe Anavet
La coupe Anavet est une compétition de hockey sur glace organisée par Ligue canadienne de hockey junior A, qui se joue au meilleur des sept matchs. La série se dispute entre la vainqueur de la coupe Turnbull, champion de la Ligue de hockey junior du Manitoba, et de la coupe Canalta, champion de la Ligue de hockey junior de la Saskatchewan. Le vainqueur de la coupe Anavet dispute la Coupe de la Banque royale, le championnat national Junior A.

## Champions
- 1974 : Steelers de Selkirk (MJHL)
- 1975 : Steelers de Selkirk (MJHL)
- 1976 : Raiders de Prince Albert (SJHL)
- 1977 : Raiders de Prince Albert (SJHL)
- 1978 : Raiders de Prince Albert (SJHL)
- 1979 : Raiders de Prince Albert (SJHL)
- 1980 : Raiders de Prince Albert (SJHL)
- 1981 : Raiders de Prince Albert (SJHL)
- 1982 : Raiders de Prince Albert (SJHL)
- 1983 : Kings de Dauphin (MJHL)
- 1984 : Red Wings de Weyburn (SJHL)
- 1985 : Bruins d'Estevan (SJHL)
- 1986 : South Blues de Winnipeg (MJHL)
- 1987 : Broncos de Humboldt (SJHL)
- 1988 : Hounds de Notre Dame (SJHL)
- 1989 : Broncos de Humboldt (SJHL)
- 1990 : Hawks de Nipawin (SJHL)
- 1991 : Terriers de Yorkton (SJHL)
- 1992 : Flyers de Winkler (SJHL)
- 1993 : Bombers de Flin Flon (SJHL)
- 1994 : Red Wings de Weyburn (SJHL)
- 1995 : South Blues de Winnipeg (MJHL)
- 1996 : Mustangs de Melfort (SJHL)
- 1997 : Red Wings de Weyburn (SJHL)
- 1998 : Red Wings de Weyburn (SJHL)
- 1999 : Bruins d'Estevan (SJHL)
- 2000 : North Stars de Battlefords (SJHL)
- 2001 : Red Wings de Weyburn (SJHL)
- 2002 : Blizzard de l'Opaskwayak Cree Nation (MJHL)
- 2003 : Broncos de Humboldt (SJHL)
- 2004 : Klippers de Kindersley (SJHL)
- 2005 : Terriers de Portage (MJHL)
- 2006 : Terriers de Yorkton (SJHL)
- 2007 : Steelers de Selkirk (MJHL)
- 2008 : Broncos de Humboldt (SJHL)
- 2009 : Broncos de Humboldt (SJHL)
- 2010 : Kings de Dauphin (MJHL)
- 2011 : Terriers de Portage (MJHL)
- 2012 : Terriers de Portage (MJHL)
- 2012 - 2017 : Remplacé par la Western Canada Cup
- 2018 : Pistons de Steinbach  (MJHL)
- 2019 : Terriers de Portage (MJHL)

## LHJM vs. LHJS
| Classement | Ligue                                     | Victoires |
| 1          | Ligue de hockey junior de la Saskatchewan | 27        |
| 2          | Ligue de hockey junior du Manitoba        | 14        |